# Maison de Beaurepaire
La Maison de Beaurepaire est un immeuble patrimonial classé située au 13, rue Thompson Point à Beaconsfield, Québec, Canada.

## Historique
La maison fut construite vers 1765 pour le marchand Amable Curot qui avait acheté l'ensemble des terres de la pointe Thompson de la famille Guenet, héritiers du propriétaire foncier Jean Guenet. En 1780, Amable Curot doit abandonner sa propriété à la suite de difficultés financières. De 1864 à 1891, la propriété appartenait à James Thompson, un ancien marchand, dont le nom de la pointe et de la rue fut nommé à son honneur.

## Architecture
La maison fut construite par l’artisan Basil Proulx vers 1765. Le bâtiment possède des murs en pierre des champs avec une toiture symétrique de pente faible avec cinq lucarnes en avant. Au cours de son histoire la maison subit d'importantes transformations, mais en 2000 et 2005, des travaux de restauration ont permis de redonner son apparence de son époque.

## Notices bibliographiques
- Baird, Robert et Hall, Gisèle, Beaconsfield et Beaurepaire : une chronique de l'expansion de la ville de Beaconsfield et du secteur de Beaurepaire, Beaconsfield, Robert L. Baird, 1998. 143 p.
- Demeter, Laszlo, Maison Peter Lust, Québec, Ministère des Affaires culturelles, 1974.
- Noppen, Luc, Manoir Beaurepaire . Commission des biens culturels du Québec. Les chemins de la mémoire. Monuments et sites historiques du Québec. Tome II. Québec, Les Publications du Québec, 1991, p. 178.

## Annexe